# Mặt trận giải phóng động vật
Mặt trận giải phóng động vật (tiếng Anh: Animal Liberation Front) viết tắt là ALF, là một nhóm hoạt động quốc tế không người lãnh đạo của phong trào giải phóng động vật, tham gia vào hành động trực tiếp để đấu tranh cho các quyền động vật. Mục tiêu của họ là ngăn chặn thử nghiệm trên động vật và giết động vật. Điều này được thực hiện chủ yếu thông qua việc giải phóng động vật ra khỏi nơi bị giam cầm, tấn công vào các phòng thí nghiệm, trang trại động vật thông qua hình thức phá hủy các cơ sở, đốt phá trên các thiết bị, tài sản và các hành động trực tiếp khác. Họ sau đó sắp xếp nhà an toàn, chăm sóc thú y và vận hành các khu bảo tồn nơi các động vật sau đó được sống an toàn và tự do. Các nhà phê bình đã gán cho họ là những kẻ khủng bố.
Hoạt động tại hơn 40 quốc gia, các cell của ALF hoạt động một cách bí mật, gồm có các nhóm nhỏ bạn bè và đôi khi chỉ là một người, khiến các cơ quan chính quyền khó theo dõi. Robin Webb của Văn phòng báo chí giải phóng động vật tại Anh nói: "Đó là lý do tại sao ALF không thể bị phá hủy, nó không thể bị xâm nhập một cách hiệu quả, không thể dừng lại. Bạn, mỗi một người trong số các bạn: là ALF.".
Các nhà hoạt động nói rằng phong trào là bất bạo động. Theo nguyên tắc hoạt động của ALF: "bất kỳ hành động nào làm xáo trộn cho nguyên nhân giải phóng động vật, trong đó mọi biện pháp phòng ngừa hợp lý được thực hiện mà không gây hại cho cuộc sống của con người hoặc không phải con người, có thể được coi là hành động ALF", bao gồm các hành động phá hoại gây thiệt hại kinh tế cho nạn nhân của họ. Nhà hoạt động người Mỹ Rod Coronado nói vào năm 2006: "Một điều mà tôi biết rằng là tách chúng tôi ra khỏi những người mà chúng tôi liên tục bị buộc tội là một kẻ khủng bố, một kẻ khủng bố thự́c sự là tội phạm bạo lực, mà sự thật rằng chúng tôi không làm hại bất kỳ ai.".
Tuy nhiên vẫn có những lời chỉ trích rộng rãi cho rằng những người phát ngôn và các nhà hoạt động của ALF đã không lên án các hành vi bạo lực hoặc đã tham gia vào nó dưới danh nghĩa của ALF hoặc dưới một biểu ngữ khác. Những lời chỉ trích đi kèm với sự bất đồng chính kiến trong chính phong trào bảo vệ quyền động vật về việc sử dụng bạo lực, và tăng sự chú ý từ cảnh sát và cộng đồng tình báo. Năm 2002, Trung tâm nghiên cứu Luật người nghèo miền Nam Hoa Kỳ (SPLC), một tổ chức vận động pháp lý phi lợi nhuận giám sát chủ nghĩa cực đoan ở Hoa Kỳ, đã lưu ý đến sự tham gia của ALF trong chiến dịch ngăn chặn tàn ác với động vật Huntingdon, SPLC xác định ALF sử dụng chiến thuật khủng bố, mặc dù báo cáo sau đó của SPLC cũng lưu ý rằng họ không giết bất kỳ một ai. Vào năm 2005, ALF được xếp vào danh sách của Bộ an ninh nội địa Hoa Kỳ liệt kê một số mối đe dọa khủng bố trong nước mà chính phủ Hoa Kỳ dự kiến sẽ tập trung nguồn lực. Tại Anh, các hành động của ALF được coi là ví dụ liên can về chủ nghĩa cực đoan trong nước, được xử lý bởi Đơn vị phối hợp chiến thuật cực đoan quốc gia, thành lập vào năm 2004 để giám sát ALF và các hoạt động bảo vệ quyền động vật bất hợp pháp khác.

### Sự phát triển tại Hoa Kỳ

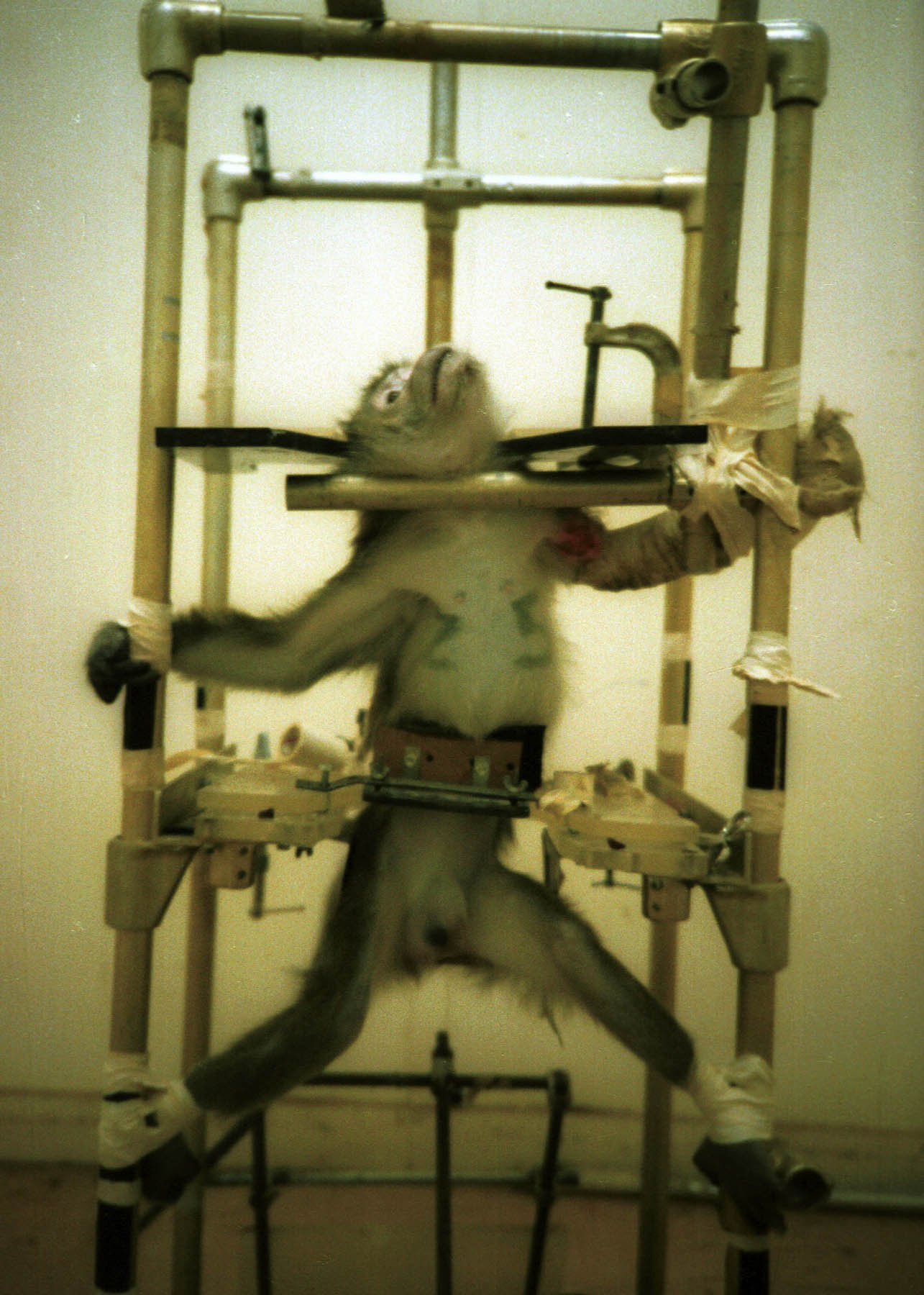
Domitian, một trong những con khỉ Silver Spring được giải phóng trong những hành động đầu tiên của ALF tại Hoa Kỳ, được báo cáo chính thức là đã đưa những con khỉ đến một ngôi nhà an toàn vào tháng 9 năm 1981.